# Testimoniál
V reklamě nebo propagaci testimoniál je označení pro písemné nebo mluvené doporučení, někdy od nějakého známého člověka, někdy od obyčejného občana, které schvaluje produkt (pro posílení důvěryhodnosti a překonání bariéry nedůvěry mezi příjemcem doporučení a zákazníkem). Testimoniály mohou být pro zákazníky také důležitým vodítkem, koho ke spolupráci oslovit nebo jaký produkt zvolit.